# Jürgen von Manger
Jürgen von Manger, bekend als toneelpersonage Adolf Tegtmeier (Ehrenbreitstein, 6 maart 1923 – Herne, 15 maart 1994), was een Duitse acteur, cabaretier en komiek.

## Biografie
Jürgen von Manger werd geboren in het latere Koblenz-district Ehrenbreitstein als Hans Jürgen Julius Emil Fritz Koenig en de tweede van drie zonen van de officier van justitie Fritz Koenig en zijn vrouw Antonia von Manger, die behoorden tot een katholieke adellijke familie uit Koblenz. In 1927 kon zijn moeder, dankzij een adoptie door haar oom Martin von Manger, terugkeren naar haar oorspronkelijke naam. Vanaf dat moment droegen de kinderen de familienaam Manger-Koenig, een broer was de latere arts Ludwig von Manger-Koenig.
Op 10-jarige leeftijd kwam hij naar Hagen, waar zijn vader een baan kreeg bij de regionale rechtbank. Jürgen von Manger studeerde af aan het Albrecht-Dürer-Gymnasium. Hij begon zijn acteercarrière na de Tweede Wereldoorlog in het Hagen Theater, later ging hij naar de podia in Bochum en Gelsenkirchen, waar de geschoolde acteur en zanger niet alleen in komische rollen te zien was. Zeventien jaar lang was hij actief in het vak van komische personages op de podia in Bochum (Schauspielhaus Bochum) (vanaf zomer 1947) en Gelsenkirchen (vanaf herfst 1950). Daarnaast maakte hij van 1954 tot 1958 de oorspronkelijk beoogde studie rechten en politicologie aan de universiteiten van Keulen en Münster, maar zonder diploma, en voltooide hij ook een acteer- en zangopleiding.
Zijn optredens met cabaret-soloprogramma's, voornamelijk rond het karakter van de kleinburgerlijke Adolf Tegtmeier in het Ruhrgebied, die hij oorspronkelijk had ontwikkeld voor de radio, maar later ook op enkele zeer succesvolle spraakrecords (geïmproviseerde verhalen, waarvan er twee een gouden plaat kregen) en in talrijke door Von Manger uitgebeeld in televisieprogramma's, begon zich in de jaren 1960 te verdiepen nadat zijn eerste radioshow op oudejaarsavond 1961 via NDR in het Ruhr-Duitse dialect een onverwacht groot succes was geworden. Bovendien bleef hij theater spelen. Onder leiding van Helmut Käutner stond hij eind 1964 op het podium voor de Deutsche Oper am Rhein als kikker in de operette Die Fledermaus.
Von Manger had groot succes op televisie met de serie Tegtmeiers Reisen, die van 14 juli 1972 tot 3 juli 1980 door ZDF werd uitgezonden. Naast zijn klassieke personage, die de bezochte landen op hun gebruikelijke eenvoudige manier analyseerde, was er ook een soort co-moderator, professor Tegtmeier. Deze wetenschapper, ook belichaamd door Von Manger, gaf de juiste achtergrondinformatie voor de respectievelijke reisbestemmingen en maakte grapjes over de soms nogal absurde argumenten van zijn alter ego. De vertolking van Tegtmeier ging gepaard met een eigenaardige gezichtsuitdrukking die kenmerkend werd voor deze artistieke persoon. In het RTL-programma Die ultimative Chartshow: Die besten Comedians (Jürgen von Manger behaalde daar de eerste plaats) werd deze genoemd als de oorzaak van een eenzijdige gezichtsverlamming die Von Manger in zijn vroege jaren zou hebben opgelopen.
Von Manger overdreef de taal van de burger van het Ruhrgebied in zijn optredens tot op het punt van komisch: "Als ik je zo bekijk, kan ik me voorstellen dat de fantasie van zoveel heren begint te koken!" In 1966 publiceerde hij onder de titel Bleibense Mensch enkele van zijn meest succesvolle Tegtmeier-verhalen, met illustraties van de karikaturist Hanns Erich Köhler, ook in boekvorm. In een nawoord analyseert de filosoof en kunsthistoricus Heinrich Lützeler, destijds professor aan de Universiteit van Bonn, Tegtmeiers humor en wereldbeeld. In 2013 publiceerde de germanist Joachim Wittkowski het boek Der Abschied und andere Stückskes aus dem Nachlass heraus. Daarin worden niet eerder gepubliceerde Manger-teksten uit de holdings van het Duitse Cabaret Archief in Mainz gepubliceerd.
Jürgen von Manger was ook te horen als spreker in vier hoorspelproducties van de WDR, waaronder als Gollum in Der kleine Hobbit van J.R.R. Tolkien en met een Pools accent als Captain Schikowski in het Paul Temple hoorspel Paul Temple und der Fall Lawrence. De hoorspelen zijn:
- 1958: Paul Temple und der Fall Lawrence (regie: Eduard Hermann), met René Deltgen, Annemarie Cordes en Kurt Lieck
- 1961: Das Appartementhaus (regie: Friedhelm Ortmann)
- 1968: Robbi, Tobbi und das Fliewatüüt (regie: Heinz-Dieter Köhler)
- 1980: Der kleine Hobbit (regie: Heinz-Dieter Köhler)

Jürgen von Manger maakte halverwege de jaren 1970 ook twee platen:
- Bottroper Bier (1977), gebaseerd op de melodie van Griechischer Wein van Udo Jürgens. Op de B-kant bevond zich de moritat Der Bettler und sein Hund.
- Dat bisken Frühschicht (1978). De inspiratie voor dit nummer was het nummer van Johanna von Koczian (Das bisschen Haushalt). De B-kant bevatte de titel De kleine Kneipe, een Ruhrpott-parodie op Peter Alexanders Die kleine Kneipe.

Drie van deze titels verschenen ook voor miljoenen op de lp Tegtmeier, uitgebracht in 1978.

## Privéleven en overlijden
Hij was sinds 1952 getrouwd met de fotografe Ruth Stanszus. Sinds 1965 woonde Jürgen von Manger in zijn Häusken, niet ver van de Herner Stadtgarten. Na een beroerte in 1985, die ook zijn spraakcentrum trof, kon Jürgen von Manger niet meer als acteur werken. In maart 1988, ter gelegenheid van zijn 65ste verjaardag, stapte hij weer voor de camera en bedankte zijn fans voor hun steun. Toen zijn gezondheid zo kritiek werd dat medische zorg nodig was, werd hij uiteindelijk naar het Marienhospitaal in Herne gebracht, waar hij in maart 1994 op 71-jarige leeftijd overleed. Jürgen von Manger werd begraven op de begraafplaats in Hagen-Delstern.

## Discografie

### LP's en singles
- Stegreifgeschichten
- Stegreifgeschichten. Neue Folge
- Stegreifgeschichten. Neueste Folge
- Jürgen von Manger
- Spanien inklusive
- Mensch bleiben …!
- Meine Rübe, deine Rübe
- Cowboys mit Spinat
- Also ääährlich – Tegtmeiers schönste Stückskes
- Tegtmeier, angenehm!
- Das Richtfest (reclameplaat)
- Der Wurm in der Seele (reclameplaat)
- Die Hausapotheke (reclamesingle der Gödecke AG Berlin)
- Was die Sterne so prophezeien (reclamesingle van de Iduna)
- Jürgen von Manger als Zeitungsleser Adolf Tegtmeier (reclameplaat van de Westfälischen Rundschau)
- Jürgen von Manger als Entwicklungsmuffel (reclameplaat)
- Die schwache Stunde / Zur Scheidung ungeeignet (reclamesingele van Thyssengas)
- Die Fahrschulprüfung
- Der Schwiegermuttermörder
- Der Lampengeist
- Neues von Tegtmeier
- Tegtmeiers Knüller
- Schwein kann man nicht genug haben
- Der Unteroffiziers-Unterricht / Der Troubadour (single)
- Der Abschied / Wissen ist Macht (single)
- Die Fahrschulprüfung (single)
- Als Entwicklungshelfer (single)
- Wer heute spart, lebt morgen besser (reclamesingle van de Stadtsparkasse Dortmund)
- Tegtmeier spricht mit 'Herr bug' (reclamesingle van de bug)
- Das Wunder der Liebe / Der Sieg des Hosenbodens (reclamesingle van de bondsregering)
- Geldautomat (reclamesingle van de Sparkasse Essen)
- Geldautomat (reclamesingle van de Sparkasse Bochum)
- Bottroper Bier / Der Bettler und sein Hund (single)
- Dat bisken Frühschicht … / De kleine Kneipe (single)
- Tegtmeier für Millionen (lp verschenen bij Philips, Best of + drie muziektitels)
- Von Glücklichen Kühen … / Feines Benehmen (reclamesingle van de Glücksklee GmbH)
- Der Kleinaktionär / Die Vermögensbildung (reclamesingle van de Gemeenschappelijke dienst van de landinstellingen en gemeentelijke kredietinstellingen)
- Goldene Eier (single)
- Über Siporex / Der Wurm in der Seele / Das intime Problem (reclamesingle)

### Cd's
- Ihr Lieben …
- Paßt bloß auf, ihr alten Heinis
- Tegtmeier
- Dat is vielleicht ein Dingen
- Wunderbar (4-cd-box)
- Stegreifgeschichten
- Also ährlich … – … Tegtmeier sacht, wie't is!

## Filmografie

### Televisie-uitzendingen
Tv-series
- 1958: Stahlnetz – Das zwölfte Messer
- 1963-1965: Hallo, Nachbarn (div. afleveringen)
- 1966: Geheimagent Adolf Tegtmeier (6 afleveringen)
- 1966-1968: Guten Abend – Töne, Takte und Theater (7 afleveringen)
- 1968: 13 x Makabres (div. afleveringen)
- 1969: Jürgen von Manger als Zeuge der Geschichte (11 afleveringen)
- 1969: ARD – Glücksspirale (div. afleveringen)
- 1969: Auf gut deutsch gesagt (10 afleveringen)
- 1970: Mensch bleiben, sagt Tegtmeier (8 afleveringen)
- 1972-1980: Tegtmeiers Reisen (20 afleveringen)
- 1972: Wahlwerbung für die FDP (div. afleveringen)
- 1977: Also Ääährlich – Tegtmeiers schönste Stückskes (div. afleveringen)
- 1981-1983: Tegtmeier klärt auf (14 afleveringen)
- 1982: Wenn die Fernsehbilder plastisch werden (2 afleveringen)
- 1984-1985: Tegtmeier (6 afleveringen)
- 1984-1986: Zwischen Zwiebel und Zweifel (8 afleveringen)

Tv-films
- 1962: Herr Tägtmeier erzählt
- 1963: Der Schwiegermuttermörder
- 1963: Die Fahrschulprüfung
- 1964: Stell dich ein zum Stelldichein in Köln
- 1964: Das Eheanbahnungsinstitut
- 1965: Fernsehen – exclusiv
- 1965: Blick zurück – doch nicht in Zorn
- 1968: Programm ohne Sendung
- 1965, 1966: Adieu 1965 – Hello 1966
- 1967: Hierzulande-Heutzutage: Ruhrparodisten
- 1968: Reisen in Deutschland
- 1968: Der Nächste bitte!
- 1968: Nachlese 68
- 1970: Glücksspirale
- 1970: Tegtmeiers Stückskes
- 1979: Ääährlich – So ist das Leben
- 1981: Jürgen von Manger – Also Ääährlich… (uitgezonden 1987)
- 1982: Zwei Tote im Sender und Don Carlos im PoGl
- 1982: Schalkshow'82
- 1982: Gestatten, Tegtmeier, vorne mit Adolf
- 1984: Fortschritt der Technik – Rückschritt der Menschen
- 1984: Frisch gewendet
- 1984: Lieder und Worte zur Wende
- 1984: Olympia-Rede
- 1984: Frisch, frech, fröhlich-frei?
- 1984: Tegtmeiers Trost (eventueel alleen werktitel)
- 1985: Mensch, Tegtmeier! – Rundgang auf der IFA Berlin (wegens ziekte geannuleerd)
- 1993: Zum 70. Geburtstag von Jürgen von Manger (laatste tv-optreden)

Gastoptredens
- 1969: Die Drehscheibe
- 1971: Eins und Eins gegen Zwei
- 1975: 3 nach 9
- 1976: Anneliese Rothenberger gibt sich die Ehre: Erinnerungen
- 1976: Expreß: Mein Gott Bottrop!
- 1976: Notizen aus der Provinz
- 1976: …ganz persönlich
- 1978: Die Montagsmaler
- 1979: Kölner Treff
- 1979: Wenn die anderen Feiern – Geschichten von Sternen, Stars und einfachen Leuten
- 1982: Der Sport-Spiegel
- 1984: Das Traumschiff: Brasilien
- 1984: Leute

## Hoorspelen
- 1954: Bruno Gluchowski: Der Durchbruch – Regie: Eduard Hermann
- 1958: Francis Durbridge: Paul Temple und der Fall Lawrence (3e deel) – Regie: Eduard Hermann
- 1960: Richard Ose: Es geschah in ... Frankreich; aflevering: Doppelgänger – Regie: Heinz Dieter Köhler
- 1960: Wolfgang Altendorf: Es geschah in ... Italien; aflevering: Arm aber frei – Regie: Edward Rothe
- 1961: Helmut Höfling: Der kleine Sandmann bin ich; aflevering: Ein Abenteuer von Kringel und Schlingel, den beiden Ferkelchen – Regie: N. N.
- 1961: Helmut Höfling: Der kleine Sandmann bin ich; aflevering: Die Maus mit dem Schirm (afleveringen 4-5,8) – Regie: N. N.
- 1961: Herbert Ruland: In Nacht und Eis. (tweedelige) tv-serie over het leven van Fridtjof Nansen – Regie: Heinz Dieter Köhler
- 1961: Rainer Puchert: Das Appartementhaus – Regie: Friedhelm Ortmann
- 1962: Edward Gough: Die chinesische Schale – Regie: Heinz Dieter Köhler
- 1962: Ernst Nebhut: Der Stundenhändler – Regie: Otto Kurth
- 1963: Gerlind Reinshagen: Ramona oder Die Maschine – Regie: Otto Kurth
- 1963: Helmut Höfling: Der kleine Sandmann bin ich; aflevering: Schlingel und Kringel retten sich durch eine List vor dem Wolf – Regie: N. N.
- 1963: Hans Schrammen: Et Rattegift – Regie: Heinz Dieter Köhler
- 1963: Dieter Kühn: Die Klangprobe – Regie: Walter Knaus
- 1964: Hans Schrammen: Die Wahlkomödie – Regie: Heinz Dieter Köhler
- 1965: Hans Schrammen: Die gute Partie – Regie: Heinz Dieter Köhler
- 1966: Hans Schrammen: Et Familienfest – Regie: Heinz Dieter Köhler
- 1969: Hermann Moers: Il Mondo – Regie: Otto Düben
- 1969: Miodrag Djurdjevic: Der Mann, der seine persönliche Meinung verloren hat – Regie: Peter Arthur Stiller
- 1971: Helga M. Novak: Hammelsprung hinkt, Volksmund singt, Maulschelle klingelt nicht – Regie: Friedhelm Ortmann
- 1980: J.R.R. Tolkien: Der kleine Hobbit (4 delen) – Regie: Heinz Dieter Köhler
  - Auszeichnung: Radio-Eins-Hörspielkino-Publikumspreis 2010
  - Veröffentlichung: CD-Edition: Der Hörverlag 2010/2013
- 1983: Dieter Hirschberg: Vielleicht später – Regie: Heinz Wilhelm Schwarz

## Schriften
- Bleibense Mensch. Träume, Reden und Gerede des Adolf Tegtmeier. met tekeningen van H. E. Köhler en een slotwoord van Heinrich Lützeler. Piper, München 1966. (Talrijke herdrukken bij verschillende uitgevers; laatste: Henselowsky Boschmann, Bottrop 2007, ISBN 978-3-922750-74-1)
- Der Abschied und andere Stückskes aus dem Nachlass. heruitgave door Joachim Wittkowski. met tekeningen van Michael Hüter. Henselowsky Boschmann, Bottrop 2013, ISBN 978-3-942094-37-5.